# Alem Tena
Ne doit pas être confondu avec Alem Gena.
Alem Tena est une ville du centre de l'Éthiopie, située dans la zone Misraq Shewa de la région Oromia.
Alem Tena se trouve à environ 1 650 m d'altitude dans la vallée du Grand Rift. Elle est desservie par la route A7, Mojo-Shashamané, à 38 km au sud-ouest de Mojo.
Au recensement de 2007, elle est la seule agglomération du woreda Bora et compte 11 403 habitants.
La population urbaine du woreda Bora — estimée en 2020, par projection des taux de 2007, à 12 560 personnes — donne une estimation de la population actuelle de la ville.
Le lac Ellen, au nord d'Alem Tena, est infesté par la jacinthe d'eau. Cette plante invasive, apparue dans le lac Koka et l'Awash en 1965 pour la première fois en Éthiopie, cause d'importants dégâts au niveau des installations hydro-électriques, des systèmes d'irrigation et de la pêche.